# Filtry RO
Filtry RO – filtry odwróconej osmozy. Są to filtry z zastosowaniem membrany osmotycznej (opatentowanej w roku 1952 w USA). Istota budowy membrany opiera się na silnej kompresji modułu membranowego, która jest umieszczona w mikroobudowie. Membrana składa się z następujących materiałów:
- membrana osmotyczna
- siatka nośna
- warstwa zbierająca

Kilkumetrowe paski o szerokości około 30 cm są nawinięte na niewielkiej rurce spiralnej. Moduł przygotowany w ten sposób jest umieszczany w hermetycznie zamkniętym pojemniku. Pojemnik ma ustalone wymiary i parametry, które są dostosowane do modułów charakteryzujących się różną wydajnością. W pojemniku rozbieralnym istnieje możliwość wymiany zużytej membrany osmotycznej.
Filtry RO usuwają z wody metale ciężkie (np. ołów i rtęć), brom, chlor i inne. 